# Tauno Mäki
Tauno Vilhelmi Mäki, född 6 december 1912 i Karinais, död 7 oktober 1983 i Helsingfors, var en finländsk sportskytt.
Mäki blev olympisk bronsmedaljör i hjortskytte vid sommarspelen 1952 i Helsingfors.